# Besoldungsordnung W
Die Besoldungsordnungen W des Bundesbesoldungsgesetzes (BBesG) und der Landesbesoldungsgesetze regelt die Dienstbezüge für verbeamtete Hochschullehrer (Professoren) in Deutschland und umfasst die Besoldungsgruppen W 1 bis W 3. Charakteristisch ist hierbei vor allem die Unterteilung in ein Grundgehalt und leistungsabhängige Zulagen; hierdurch soll für verbeamtete Wissenschaftler ein zusätzlicher Anreiz geschaffen werden. Sie wurde auf Bundesebene im Jahr 2002 durch eine Novelle des Bundesbesoldungsgesetzes als Ersatz für die Bundesbesoldungsordnung C eingeführt. 
Der Buchstabe „W“ steht für Wissenschaft. Seitdem die Länder nach der Föderalismusreform 2006 die Gesetzgebungskompetenz für die Besoldung der eigenen Beamten erhalten hatten, haben diese eigene Landesbesoldungsgesetze mit Besoldungsordnungen W erlassen. W 2- und W 3-Stellen sind im Normalfall unbefristete, planmäßige Professuren, W1-Stellen (Juniorprofessuren) hingegen nicht. Aufgrund einer Entscheidung des Bundesverfassungsgerichts wurde die Besoldungsordnung im Jahr 2013 reformiert, was insbesondere eine Anhebung des W2-Grundgehaltes zur Folge hatte, das anfangs als zu gering kritisiert worden war.

## Überblick
Die Grundgehälter sind in den Besoldungsordnungen W im Vergleich zur früheren Bundesbesoldungsordnung C niedriger sowie altersunabhängig, können aber dafür in den Besoldungsgruppen W 2 und W 3 um individuell mit der jeweiligen Hochschule vereinbarte Zulagen (Leistungszuschläge) erhöht werden. Die Leistungszuschläge werden teils dauerhaft, teils befristet gewährt und sind in der Regel bis zu maximal 40 Prozent des Grundgehaltssatzes ruhegehaltfähig. Leistungszuschläge können maximal bis zu einer Gesamtbesoldungshöhe gewährt werden, die der Besoldungsgruppe B 10 der Besoldungsordnung B des Bundes entspricht.
Bei den Besoldungsgruppen W 2 und W 3 können in folgenden Fällen Leistungsbezüge hinzukommen:
- aus Anlass von Berufungs- und Bleibeverhandlungen;
- für besondere Leistungen in Forschung, Lehre, Weiterbildung, Kunst und Nachwuchsförderung;
- für die Übernahme von Funktionen in der akademischen Selbstverwaltung (z. B. Dekan, Prorektor usw.).

Während die Grundgehälter für W2- und W3-Professoren seit 2013 recht nah beieinander liegen, erhalten letztere im Durchschnitt deutlich höhere Zulagen. Die reale Gesamtbesoldung der W3-Professoren, bestehend aus Grundgehalt und Leistungszuschlägen, ist heute durchschnittlich mit jener eines Professors in einer Besoldungsgruppe nach der alten Bundesbesoldungsordnung C vergleichbar: Laut Statistischem Bundesamt lag 2015 die durchschnittliche reale Besoldung eines Professors in der Besoldungsgruppe W 3 bei 8000 Euro monatlich (brutto). Die durchschnittliche reale Besoldung der Professoren in der Besoldungsgruppe C 4 lag ebenfalls bei gut 8000 Euro im Monat. Seither stieg das Durchschnittsgehalt nochmals an: Das W3-Grundgehalt lag 2018 zwischen 6895 Euro in Bremen und 7241 Euro in Baden-Württemberg. Die durchschnittliche Realbesoldung der Professoren der Besoldungsgruppe W 3 lag deutschlandweit einschließlich der Leistungszuschläge bei 8650 Euro brutto monatlich. Der Deutsche Hochschulverband zog daher den Schluss, dass „sich die W3-Besoldung inzwischen auf dem C4-Niveau eingependelt hat“. Die höchsten Durchschnittsgehälter für W3-Professoren werden dabei in Bayern, Berlin und Nordrhein-Westfalen gezahlt.
Bei Professoren in der Besoldungsgruppe W 2 ergab sich im Vergleich zu Besoldungsgruppe C 3 seit der Anpassung von 2013 ebenfalls keine deutliche Absenkung mehr: Das Grundgehalt der Besoldungsgruppe W 2 lag 2018 je nach Bundesland zwischen 4967 und 6181 Euro brutto, unter Einschluss der Leistungszuschläge ergibt sich ein durchschnittliches Bruttogehalt von etwa 6800 Euro, was etwa dem Niveau der Besoldungsgruppe C 3 entspricht, das bei 6600 Euro lag. Das W-2-Gehalt ist also grundsätzlich geringer als bei W 3; in bestimmten Fällen kann ein W-2-Professor aber, je nach Bundesland sowie aufgrund individueller Zulagen, auch mehr verdienen als ein W-3-Professor.
Insgesamt ergab sich in den Besoldungsordnungen W im Vergleich zur Bundesbesoldungsordnung C also keine generelle Absenkung, wie sie nach 2002 von vielen Kommentatoren zunächst befürchtet wurde. Allerdings zeigt sich aufgrund der Leistungszuschläge eine stärkere Einkommenspreizung zwischen den Professoren: zwischen den Besoldungsgruppen W 3 und W 2, zwischen den Bundesländern, aber auch innerhalb der beiden Besoldungsgruppen. Der Hochschulverband stellte 2020 fest, dass sich die realen Bruttogehälter von Professorinnen und Professoren innerhalb derselben Besoldungsgruppe um bis zu 1500 Euro im Monat unterscheiden: Während 2022 in Berlin und in Bayern die tatsächlich bezogene Besoldung bei W3-Professorinnen und Professoren durchschnittlich 9880 Euro brutto beträgt, liegt sie in Mecklenburg-Vorpommern bei 8310 Euro. Bei W2-Professuren belaufen sich die Unterschiede auf durchschnittlich bis zu 500 Euro brutto.
Die Besoldungsgruppe W 1 ist der zeitlich befristeten Stellung des „Professors als Juniorprofessor“ zugeordnet. Hier gibt es keine Leistungsbezüge, jedoch wird das Entgelt nach positiver Zwischenevaluation erhöht.

## Besoldungsgruppe W 1
siehe Hauptartikel: Juniorprofessur
Das Grundgehalt von Juniorprofessoren liegt – je nach Bundesland – zwischen 5.276,08 € und 5.960,63 € (Stand: Februar 2025).
Sofern das Landesrecht dies vorsieht, können Juniorprofessoren in einzelnen Fällen eine Forschungs- und Lehrzulage erhalten.

## Besoldungsgruppen W2 und W3
Die W 2- und W 3-Besoldung besteht aus einem Grundgehalt, das individuell um leistungsabhängige Zuschläge erweitert werden kann. Diese Besoldungsgruppen sind in der Regel für unbefristet verbeamtete planmäßige Professoren (W 2 und W 3) vorgesehen:
- Professor
  - an einer Universität
  - an einer Fachhochschule
  - an einer Kunsthochschule
  - an einer Pädagogischen Hochschule

Es gibt mitunter Abweichungen; so sind nicht alle W3-Professoren Lehrstuhlinhaber, und umgekehrt wird nicht jeder Lehrstuhlinhaber nach W 3 besoldet, sondern manchmal auch nach W 2. Darüber hinaus werden meist auch die Mitglieder der Hochschulleitung in die Besoldungsgruppe W einsortiert, sofern sie nicht durch Bundes- oder Landesrecht in die Besoldungsordnungen A oder B eingestuft sind:
- Präsident
- Vizepräsident
- Rektor
- Prorektor
- Kanzler

## Reaktionen und juristische Kontroversen nach der Einführung

### Kritik am ursprünglichen W2-Grundgehalt
Das „W“, das eigentlich für „Wissenschaft“ steht, wurde in einschlägigen Kreisen sarkastisch mit „weniger“ gedeutet, weil die Grundgehälter niedriger als die Einstiegsgehälter der früher üblichen C-Besoldung sind. Ferner lagen die Grundgehälter von W 1 und W 2 anfangs ab einem bestimmten Alter unter denen von A 13, obwohl dies dem Einstiegsgehalt eines Studienrates an einem deutschen Gymnasium entspricht.
Bayerische Professoren, unterstützt vom Deutschen Hochschulverband, reichten beim Bayerischen Verfassungsgerichtshof eine Popularklage gegen die im Zusammenhang mit dem Bundesgesetz zur Reform der Professorenbesoldung erlassenen Neuregelungen des bayerischen Landesgesetzes ein. Mit Urteil vom 28. Juli 2008 wies das Gericht die Klage jedoch im Wesentlichen ab; insbesondere sei auch nach den Neuregelungen eine gerade noch angemessene Besoldung gesichert, so die Münchner Richter.
Wenig später machte die Frankfurter Allgemeine Zeitung unter der Überschrift „Wirre Besoldung“ auf die oben genannten ungünstigen Quervergleiche zwischen Beamtengruppen aufmerksam, die durch die neue W-Besoldung entstanden waren. Als erstes Beispiel wurde aufgeführt, dass ein wissenschaftlicher Assistent, der als Akademischer Rat mit A 13 (ggf. auf Zeit) verbeamtet ist, bei entsprechendem Alter (Grundgehalt 3.920,58 €) damals mehr verdiente als ein W2-Professor ohne Leistungszulagen (Grundgehalt 3.890,03 €). Als zweites Beispiel diente ein Amtsrichter, der bereits im Alter von 39 Jahren eine höhere Besoldung als ein W2-Professor ohne Leistungszulagen erreichte, obwohl der Hochschullehrer, der die späteren Richter ausbildet sowie selbst promoviert und habilitiert ist, kaum jünger als 39 Jahre alt sein kann, wenn er seine Stelle antritt. Der Beitrag mündete in die Frage, ob die Bezüge des Hochschullehrers noch dem Amt angemessen und grundgesetzkonform seien.
Der Bonner Humangenetiker Peter Propping, Mitglied des Nationalen Ethikrats, machte im Anschluss an diese Meldung 2008 darauf aufmerksam, dass die Politik nach eigener Aussage die Zuwanderung von „Hochqualifizierten“ aus dem Ausland erleichtern wolle, wobei als Gradmesser für die Hochqualifikation ein Mindestgehalt von 63.600 € pro Jahr diene. Propping schrieb, offensichtlich gelte ein habilitierter W2-Professor der Politik nicht als „Hochqualifizierter“, und offenbar sei die Zuwanderung von begabtem Nachwuchs aus dem Ausland an eine deutsche Universität nicht erwünscht. Der Gießener Sozialpsychologe Stefan Hormuth, damals DAAD-Präsident, schrieb hingegen, die „Angebote für W2-Professuren“ an seiner Universität seien „im Mittel etwa so hoch gewesen“ „wie früher bei C 3“.

### Die Neuregelung von 2013
2009 hatte ein hessischer W2-Professor, ebenfalls mit Unterstützung vom Deutschen Hochschulverband, zunächst Erfolg mit einer Klage vor dem Verwaltungsgericht Gießen. Dieses urteilte, die W-Besoldung sei verfassungswidrig, weil sie gegen das grundgesetzlich verankerte Alimentationsprinzip verstoße. Der Kernbestand der Alimentationspflicht sei nur dann gewahrt, wenn die amtsangemessene Besoldung allein durch die festen Gehaltsbestandteile sichergestellt sei. Das dem nach Besoldungsgruppe W 2 bezahlten Professor zustehende Grundgehalt entspreche weder der vom Amtsinhaber geforderten Qualifikation sowie seiner Beanspruchung und Verantwortung noch der Bedeutung und dem Ansehen des Amtes in den Augen der Gesellschaft. Letztlich, so errechnete das Gericht, ergebe der Vergleich mit anderen Besoldungsgruppen, dass die sich aus den vielfältigen und anspruchsvollen Aufgaben der Hochschulen im Bereich von Forschung und Lehre ergebende besondere Qualität der Tätigkeit und die Verantwortung der Hochschullehrer nicht richtig gewichtet sei. Ein Professor der Besoldungsgruppe W 3 erhalte ein geringeres Festgehalt als ein nach Besoldungsgruppe R 1 besoldeter Richter; selbst ein Akademischer Direktor an einer Hochschule werde ab der 11. Dienstaltersstufe schon besser bezahlt und erhalte im Endgrundgehalt mehr Besoldung als ein ihm unter Umständen vorgesetzter W3-Professor. Auch im Verhältnis zu Einkommen, die für vergleichbare und auf der Grundlage vergleichbarer Ausbildung erbrachte Tätigkeiten außerhalb des öffentlichen Dienstes erzielt würden, bestehe ein Missverhältnis. Das Verwaltungsgericht legte daher die gesetzliche Regelung dem Bundesverfassungsgericht zur Prüfung der Verfassungsmäßigkeit vor. Das Bundesverfassungsgericht wies die Vorlage zunächst ab: sie sei mangels Vorlageberechtigung unzulässig, weil das Verwaltungsgericht den Aussetzungs- und Vorlagebeschluss ohne Zuziehung der ehrenamtlichen Richter und somit nicht in der korrekten Besetzung erlassen hatte.
Nach Wiedervorlage hat das Bundesverfassungsgericht die Sache dann am 14. Februar 2012 entschieden. Danach wurde die grundsätzliche Idee einer Aufspaltung in eine regelmäßige Grundbesoldung und eine leistungsorientierte Komponente nicht beanstandet. Die damaligen „Grundgehaltssätze“ bezeichnete das Gericht jedoch als evident unangemessen und sah in dem Prämienversprechen bei der bis dahin geltenden Ausgestaltung keinen hinreichenden Ausgleich. Daher entschied das Gericht, dass die Hessische Besoldungsgruppe W 2 gegen das „Alimentationsprinzip des Art. 33 Abs. 5 GG verstößt und daher verfassungswidrig ist“. Dem Gesetzgeber wurde aufgegeben, „verfassungskonforme Regelungen mit Wirkung spätestens vom 1. Januar 2013 zu treffen“.
Das Urteil gilt konkret nur für Hessen; die festgestellten Grundsätze sind aber auf alle Bundesländer übertragbar. Hessen beschloss im Dezember 2012 eine entsprechende Neuregelung der Professorenbesoldung. Am 31. Januar 2013 verabschiedete dann das Bundeskabinett einen Gesetzentwurf zur Neuregelung der Professorenbesoldung für die Hochschulen des Bundes, der im Juni 2013 vom Bundestag beschlossen wurde und zum 1. August in Kraft trat. Dadurch wurden hier die Grundgehälter für die Besoldungsgruppen W 2 und W 3 signifikant erhöht und dreistufige Erfahrungszeiten eingeführt. Zugleich wurde Beamten in eingetragenen Partnerschaften rückwirkend zum 1. August 2001 der Familienzuschlag gewährt. Die Bundesländer zogen nach und erhöhten die Grundgehälter entsprechend, verzichteten aber zumeist auf die Einführung von Erfahrungszeiten.